# Tabula Peutingeriana

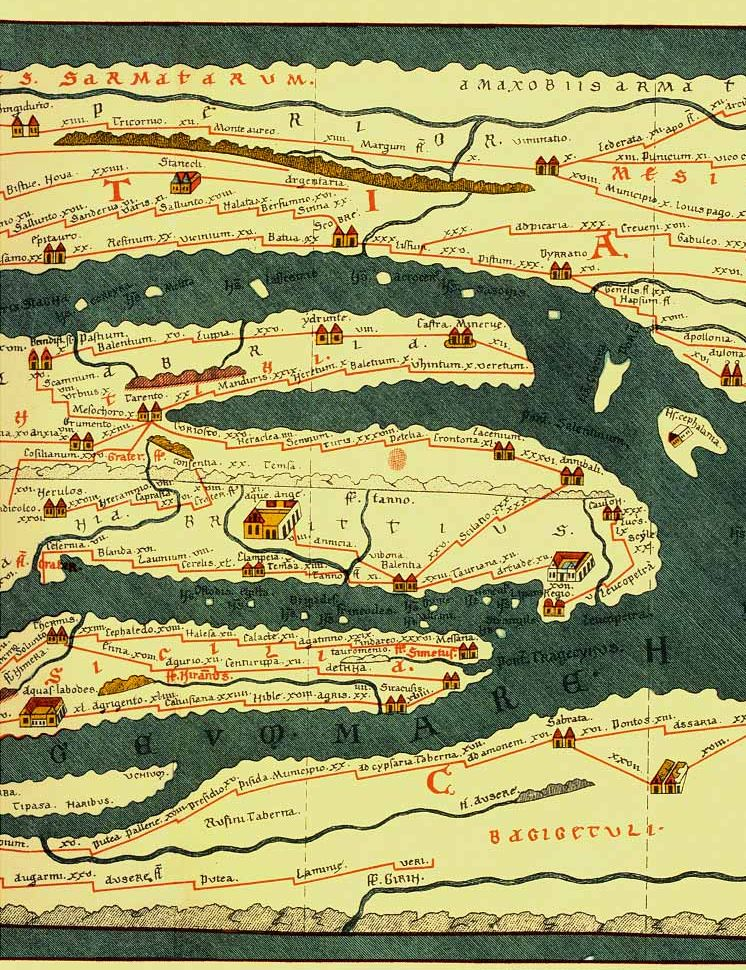
Fragment van de Tabula Peutingeriana

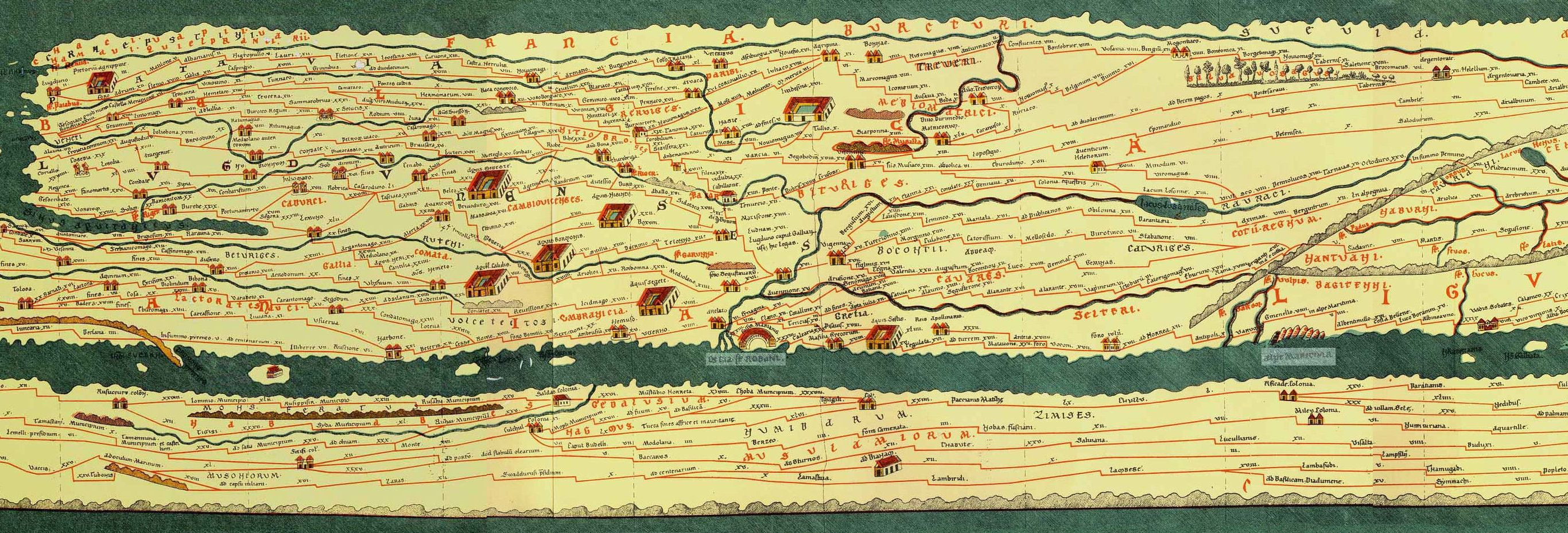
Deel van de Peutingerkaart met de plaatsen in het huidige België, Nederland, Frankrijk en Duitsland

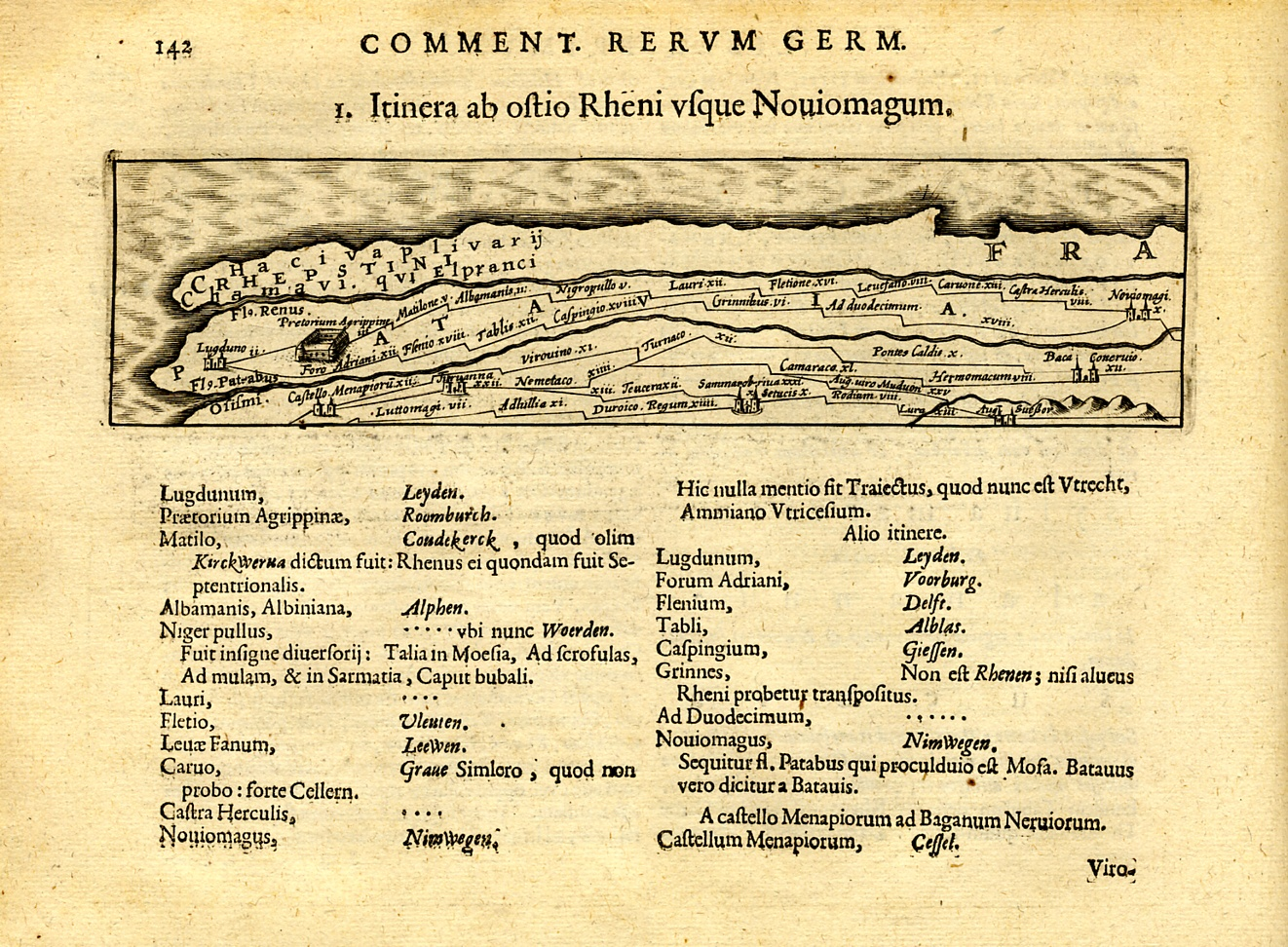
Deelkaart van Tabula Peutingeriana waarop enige plaatsen in Nederland (Batavia), uit Commentariorum Rerum Germanicarum (1616) van Petrus Bertius

De Tabula Peutingeriana of Peutingerkaart is een kopie van een Romeinse reiskaart uit de 3e of 4e eeuw. Zij beslaat een gebied van Groot-Brittannië, Spanje en Noord-Afrika in het westen tot de rivier de Ganges in het oosten.
De oudste bekende kopie is een handschrift uit de 13e eeuw, dat nu bewaard wordt in de Oostenrijkse Nationale Bibliotheek in Wenen. Het is deze kopie die de naam gaf aan de kaart. Vervaardigd door een monnik uit Colmar werd de kaart uit een bibliotheek in Zuid-Duitsland opgeduikeld door Conrad Celtis, die het document in 1507 naliet aan de humanist Konrad Peutinger uit Augsburg.

## De kaart
De Tabula Peutingeriana is een rol perkament, samengesteld uit 12 bladen van ongeveer 34 cm hoog, elk 59 tot 65 cm lang, met een totale lengte van 6,75 m. Het eerste blad, met daarop het Iberisch Schiereiland en de Britse eilanden is verloren gegaan, waardoor er nog maar 11 bladen resteren. Het spreekt vanzelf dat de kaart niet oppervlakte-getrouw is. Het is veeleer een schematische voorstelling van het wegennet en de etappeplaatsen in het Romeinse Rijk (zie afbeelding). Over het grootste deel van de kaart werden ook de afstanden van de etappes aangegeven, deels in Romeinse mijlen (milia passuum), en voor het Gallische deel in leugae (ongeveer 1,5 Romeinse mijl). Het lijdt geen twijfel dat dit een gevolg is van het feit dat de oorspronkelijke kaart verschillende bronnen had. In de tijd van vervaardiging circuleerden er immers ook al verschillende itineraria, reisroutes van hier naar ginder in lijstvorm. Een grote verzameling daarvan was het Itinerarium Antonini, dat niet minder dan 3500 etappeplaatsen met onderlinge afstanden vermeldt. In ieder geval werd het niet bewaarde exemplaar waarnaar de Tabula Peutingeriana gekopieerd werd, nog bijgewerkt met nieuwe wegen en plaatsen tot omstreeks 300.

## Kopieën
Na de dood van Konrad Peutinger kreeg de cartograaf Abraham Ortelius de vraag om de kaart in druk uit te geven. Hij stierf echter voor hij het werk afhad, maar een half jaar later had Jan Moretus de klus geklaard, en begin 1599 drukte de uitgeverij Plantijn te Antwerpen er 250 exemplaren van, op halve grootte en verdeeld over 8 drukplaten. Later volgden nog verschillende uitgaven met dezelfde, maar ook met nieuwe drukplaten. Dit noemt men interpretaties, omdat steeds opnieuw het oorspronkelijke handschrift gelezen en verklaard moest worden. Tegenwoordig werkt men enkel nog met fotografische duplicaten, zodat de kwetsbare originele kaart niet meer geraadpleegd hoeft te worden. Evengoed is het niet makkelijk de vermelde Romeinse namen aan hedendaagse steden te koppelen, wat nog steeds aanleiding geeft tot nieuwe interpretaties.
In 1616 gaf ook cartograaf Petrus Bertius zijn versie van de Tabula Peutingeriana uit in zijn werk Commentariorum Rerum Germanicarum. Ook Bertius gaf in zijn commentaar hierin een interpretatie van enige vermelde Romeinse namen. Dit werk, zowel kaarten als beschrijvingen, zijn online te raadplegen op de website van de Universiteit van Mannheim.
De tegenwoordig meestgebruikte kopie van de kaart is de facsimile van Konrad Miller uit 1887. Miller produceerde een volledige kopie in kleur op twee derde van het originele formaat. Hij heeft daarbij van het ontbrekende eerste blad een hypothetische reconstructie gemaakt, waardoor ook Spanje, Portugal en Engeland weer op de kaart staan. De gehele kopie van Miller is online te raadplegen op de website Bibliotheca Augustana.

## Romeinse steden
De kaart noemt negen Romeinse steden, die met een gestileerd vignet worden weergegeven: de drie hoofdsteden Rome, Constantinopel en Antiochië en verder Thessalonica, Nicaea, Ancira, Ravenna, Aquileia en Nicomedia.

## Belgische steden
Belgische steden of locaties op de kaart die tot Gallia Belgica behoorden zijn onder meer:
- Viroviacum (Wervik)
- Turnaco (Doornik)
- Atuaca Tungrorum (Tongeren)
- Vodgoriacum (Waudrez)

Aangeduid als Belgica, maar deel van het latere Frans-Vlaanderen:
- Gesogiaco quod nunc Bononia of (Boulogne-sur-Mer)
- Ca(st)ello Menapior(um) of (Cassel)
- Pons Scaldis (Escautpont)
- Baca Conervio (Bavay)
- Tervanna (Thérouanne)
- Hermoniacum of Bermerain
- Teucera of (Thièvres)
- Sammarobriva (Amiens)
- Gravinum of (Grainville-la-Teinturière)

## Franse steden
Franse steden op de kaart zijn onder andere:
- Arelate - Arles
- Augusta Suessionum - Soissons
- Augustodurum - Bayeux
- Avennio - Avignon
- Burdigola - Bordeaux
- Camaracum - Cambrai
- Lugdunum - Lyon
- Noviomagus Veromandorum - Noyon
- Rotomagus - Rouen
- Samarobriva - Amiens
- Tolosa - Toulouse
- Valentia - Valence
- Vesontio Sequanorum - Besançon
- Massilia - Marseille

## Nederlandse steden
Nederlandse steden of locaties op de kaart zijn onder meer:
- Lugdunum Batavorum - De Brittenburg bij Katwijk aan Zee
- Praetorium Agrippinae - Valkenburg (Zuid-Holland)
- Matilone - Leiden-Roomburg
- Albaniana - Alphen aan den Rijn
- Catualium - Heel
- Forum Hadriani - Voorburg
- Flenio - mogelijk Vlaardingen
- Tablis - Oud-Alblas?
- Caspingio - Asperen?
- Grinnibus - Rossum/Alem (Gelderland)?
- Ad Duodecimum - onbekend (Wamel?)
- Ulpia Noviomagus Batavorum - Nijmegen
- Ceuclum - Cuijk
- Blariaco - Blerick
- Cortovallio - Heerlen